# Прапор Хімок
Місто Хімки Московської області Росії має власну символіку: герб та прапор. Міський герб затверджено 2 вересня 2004 року.

## Опис
Прапор Хімок являє собою прямокутне полотнище із співвідношенням ширини до довжини 2:3, розділене по діагоналі, при цьому коса лінія розділяє верхній та нижній краї полотна у співвідношенні 5:1. у чорній частині полотна – фігури  з герба зображені жовтим кольором – крилатий кентавр та сім зірок

## Символіка прапора
Кентавр з часів вавилонської та єгипетської культур символізує єдність розуму людини та потужності природних сил, які прагнуть до пізнання невідомого та подолання перешкод. На прапорі Хімок крилатий Кентавр – Стрілець скерований вверх в оточенні жовтих зірок символізує освоєння космосу, що відповідає історії народження міста, яке виникло разом з підприємствами авіаційно-космічного комплексу. 
Чорний колір щита відповідає в геральдиці кольору космосу.
Жовтий колір (золото) – це колір сонця, символ розуму, справедливості, багатства та великодушності, знак земної та небесної величі.
Лінія, що розділяє прапор на дві частини підкреслює розташування Хімок, як міста, що з одного боку межує з Москвою, з іншого – з Московською областю. Прапор затверджено 2 вересня 2004 року спочатку як прапор Хімкінського району, який у 2005 році був перетворений у міський округ.